# 鍵田町 (豊橋市)
鍵田町（かぎたちょう）は、愛知県豊橋市の地名。

## 地理
豊橋市中央部に位置する。東は東小池町、西は堂浦町・柳生町、南は小池町、北は前田南町・東松山町・南松山町に接する。

### 河川
- 柳生川[1]
- 山田川[1]

### 通学区域
|      | 小学校             | 中学校             | 高等学校 |
| ---- | ------------------ | ------------------ | -------- |
| 全域 | 豊橋市立福岡小学校 | 豊橋市立南部中学校 | 三河学区 |

## 歴史

### 人口の変遷
国勢調査による人口および世帯数の推移。
| 1995年（平成7年）  | 193世帯 416人 |  |
| 2000年（平成12年） | 182世帯 408人 |  |
| 2005年（平成17年） | 144世帯 345人 |  |
| 2010年（平成22年） | 144世帯 338人 |  |
| 2015年（平成27年） | 135世帯 338人 |  |

### 沿革
- 1933年（昭和8年） - 豊橋市小池町の一部により、同市鍵田町が成立[2]。

## 交通
- JR東海道本線[1]
- 国道259号[1]

## 施設
- 豊橋市勤労青少年ホーム[1]
- 豊橋中央高等学校
- 豊橋女子高等学校附設幼稚園[1]
- 財団法人松操学園松操裁縫女学校[1]
- 杉本屋製菓本社

- 豊橋中央高等学校
- 杉本屋製菓本社

### WEB
1. ↑  “愛知県豊橋市の町丁・字一覧”.   人口統計ラボ. 2023年4月13日閲覧。
2. ↑  総務省統計局 (2017年1月27日). “平成27年国勢調査の調査結果(e-Stat) - 男女別人口及び世帯数 －町丁・字等” (CSV). 2021年7月21日閲覧。
3. ↑  “愛知県豊橋市の郵便番号一覧”.   日本郵便. 2023年4月13日閲覧。
4. ↑  “市外局番の一覧” (PDF).   総務省 (2022年3月1日). 2022年3月22日閲覧。
5. 1 2  豊橋市教育部学校教育課 (2024年4月1日). “校区早見表” (PDF).   豊橋市. 2025年6月26日閲覧。
6. ↑  総務省統計局 (2014年3月28日). “平成7年国勢調査の調査結果(e-Stat) - 男女別人口及び世帯数 －町丁・字等” (CSV). 2021年7月20日閲覧。
7. ↑  総務省統計局 (2014年5月30日). “平成12年国勢調査の調査結果(e-Stat) - 男女別人口及び世帯数 －町丁・字等” (CSV). 2021年7月20日閲覧。
8. ↑  総務省統計局 (2014年6月27日). “平成17年国勢調査の調査結果(e-Stat) - 男女別人口及び世帯数 －町丁・字等” (CSV). 2021年7月21日閲覧。
9. ↑  総務省統計局 (2012年1月20日). “平成22年国勢調査の調査結果(e-Stat) - 男女別人口及び世帯数 －町丁・字等” (CSV). 2021年7月21日閲覧。
10. ↑  総務省統計局 (2017年1月27日). “平成27年国勢調査の調査結果(e-Stat) - 男女別人口及び世帯数 －町丁・字等” (CSV). 2021年7月21日閲覧。

### 書籍
1. 1 2 3 4 5 6 7 8 9  「角川日本地名大辞典」編纂委員会 1989, p. 1786.
2. ↑  「角川日本地名大辞典」編纂委員会 1989, p. 363.